# Mercer
Mercer — международная консалтинговая компания в сфере человеческих ресурсов по управлению персоналом и связанных с ним финансовыми услугами, штаб-квартира которой расположена в Нью-Йорке. Компания работает на международном уровне в более чем 40 странах, насчитывает более 19 000 сотрудников. Являлась крупнейшей в мире консалтинговой фирмой по управлению персоналом (2012).

## История
Основанная в 1937 году, как приносящее выгоду для сотрудников подразделение компании Marsh & McLennan, компания появилась под названием «William M. Mercer» в 1959 году, когда Marsh & McLennan приобрела канадскую фирму William M. Mercer Limited, основанную Уильямом Мэнсон Мерсером в 1945 году. В 1975 году Mercer стала дочерней компанией Marsh & McLennan Companies, Inc. в 2002 году, её название было изменено на Mercer Human Resource Consulting.
В 2004 году компания приобрела фирму Synhrgy HR Technologies. Три года спустя, компания стала называться просто «Mercer». Также, в 2004 году, Mercer признала предоставление выплат Нью-Йоркской фондовой бирже за компенсацию отчёта, содержащий «упущения и погрешности», который привёл к вынужденной плате 139.5 миллиона долларов для бывшего председателя NYSE Ричарда Грассо. Согласно контракту Грассо 2003 года с фондовой биржей, компания Mercer приняла просьбу о выплате 139.5 миллиона долларов. Позже, Mercer вернула 440 тысяч долларов с NYSE в соответствии с тарифами и ключевыми документами в иске.

## Награды
По данным сайта Vault.com, компания занимала 1 место среди консалтинговых фирм в сфере человеческих ресурсов в течение нескольких лет подряд, в том числе и в 2012 году. Среди всех консалтинговых фирм, Mercer в настоящее время является девятой среди престижных консалтинговых компаний.

## Конкуренты
Основные конкуренты компании — Towers Watson, Buck Consultants, Aon Hewitt и Hay Group.